# Famille (von) Rodde
La famille (von) Rodde est une ancienne famille allemande et germano-balte.

## Histoire
Cette famille est issue de négociants originaires de Münster, en Westphalie. Adolf Rodde (1578–1617) s'installe à Lübeck à la fin du XVIe siècle et donne à la ville hanséatique plusieurs générations de conseillers et de maires. Le mécénat de la famille Rodde de Lübeck témoigne de sa solidité financière et de son succès entrepreneurial pendant plus de deux siècles avant de brusquement prendre fin à la période napoléonienne. Le dernier membre de la branche de Lübeck est Olga Rodde (1846–1941), Aînée de l'abbaye Saint-Jean de Lübeck. La lignée de Tallinn est issue de Bernhard Rodde, frère du conseiller Adolf Rodde, qui déménage de Lübeck à Tallinn au début du XVIIe siècle et donne quatre générations de conseillers et de maires de Tallinn.
La famille Rodde est intégrée à la noblesse balte dès la fin du XVIe siècle. La branche de Lübeck, patricienne de cette ville, est gratifiée du titre de baron du Saint-Empire en 1806 (ou 1803). Joachim Matthäus von Rodde auf Zibühl est reçu dans la noblesse du Mecklembourg en 1836.

## Principaux membres

### Branche de Lübeck
- Adolf Rodde (de) (1578–1617), marchand et conseiller (dès 1612) de Lübeck. Père du suivant.
- Matthäus Rodde (de) (1603-1671), marchand, conseiller puis maire de Lübeck (1667-1677). Père du suivant.
- Franz Bernhard Rodde (de) (1644–1700), marchand („Kaufleutekompagnie“) et conseiller de Lübeck.
- Adolf Mattheus Rodde (de) (1655-1729), docteur en droit, secrétaire du Conseil, conseiller, puis maire de Lübeck. Frère du précédent.
- Mattheus Rodde (de) (1681–1761), maire de Lübeck. Père du suivant.
- Mattheus Rodde (de) (1724–1783), doyen (ältermann) de la guilde marchande Kaufleutekompagnie, conseiller de Lübeck (1770). Père du suivant.
- Mattheus Rodde (de) (1754-1825), marchand, maire de Lübeck. Époux de la philosophe Dorothea von Rodde-Schlözer.
- Hermann Rodde (de) (1666–1724), marchand, conseiller-échevin de la guilde Kaufleutekompagnie, maire de Lübeck (1717). Père du suivant.
- Adolph Rodde (de)(1688–1732), conseiller-échevin de la guilde Kaufleutekompagnie. Père du suivant.
- Franz Bernhard Rodde (de) (1721–1790), conseiller (1757) puis maire de Lübeck (1789).
- Peter Hinrich Rodde (1822–1891), consul de Mecklenburg-Strelitz, modèle du konsul Peter Döhlmann dans le roman Les Buddenbrook.

### Branche du Mecklembourg
- Freiherr Franz Kuno von Rodde (1815-1860), officier dans les gardes du corps hussards, major et commandant des dragons de Mecklembourg (de).
- August Franz von Rodde (de) (1847–1927), officier de dragons, generalmajor et historien militaire.
- Freiherr  Otto Freiherr von Rodde (1844-1908), officier de dragons, maître de cavalerie, chambellan et intendant de la station de Bad Doberan.
- Freiherr Cuno von Rodde (de) (1857–1927), maître-forestier (forstmeister) et généalogiste.
- Freiherr Joachim Freiherr von Rodde (1883-), officier de dragons.
- Freiherr Franz-Joachim von Rodde (de) (1922-2011), generalmajor dans la Bundeswehr.

### Branche de Tallinn
- Carsten Rodde (1570-1628), marchand, magistrat, conseiller de Tallinn.
- Johann Joachim Rodde, (1675-1743), conseiller de Tallinn (1726), Aîné de la Grande Guilde (Tallinn).
- Diedrich Rodde (1731-1800), conseiller (1783) puis maire de Tallinn (1787-1800).
- Jakob Bernhard Rodde (1773-1815), consul des Gouvernements de la mer Baltique (de) à Arkhangelsk.
- Diedrich Rodde, consul du Ostseegouvernements aux États-Unis (1812).

## Galerie

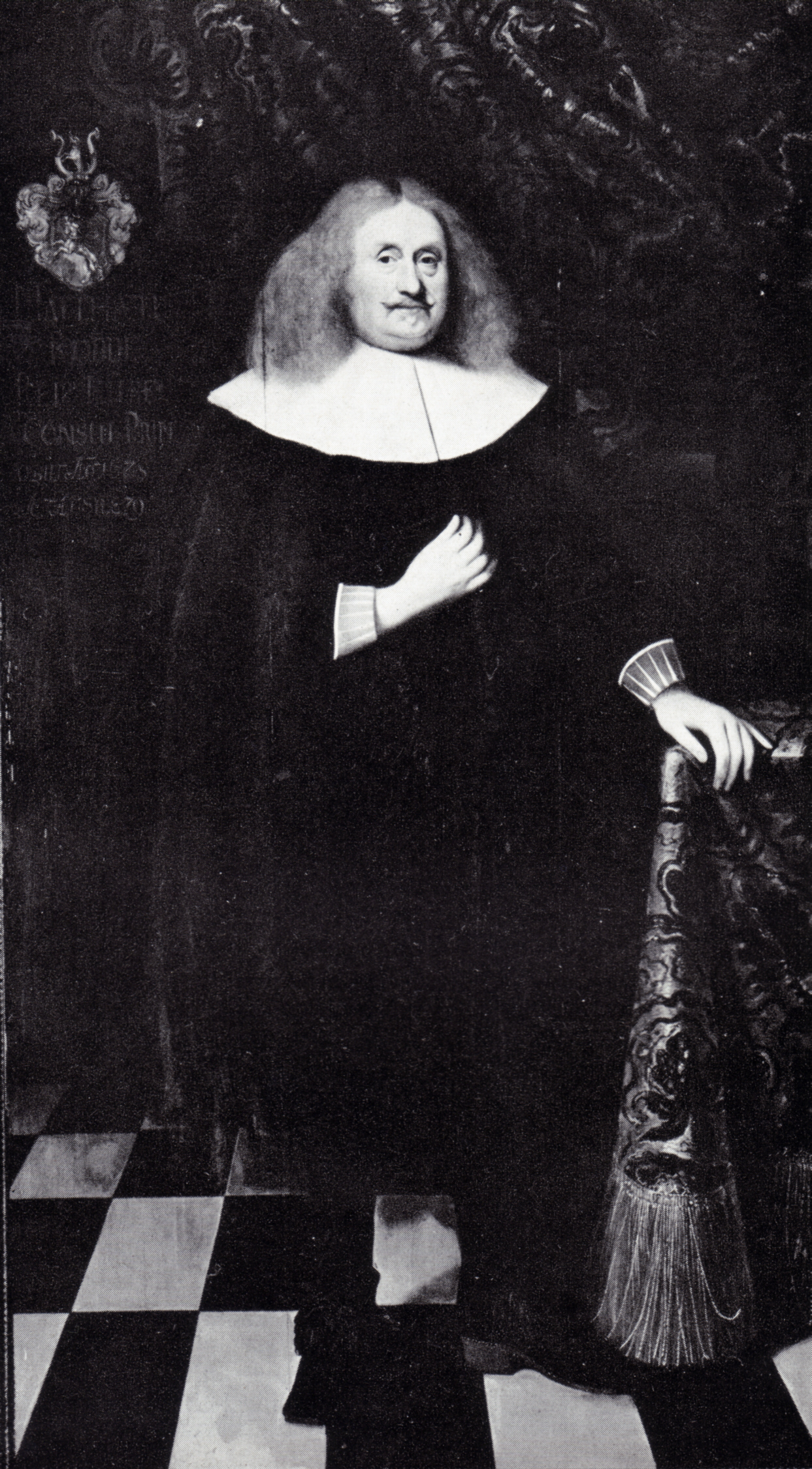
Portrait de Matthäus Rodde (1598-1677), maire de Lübeck.
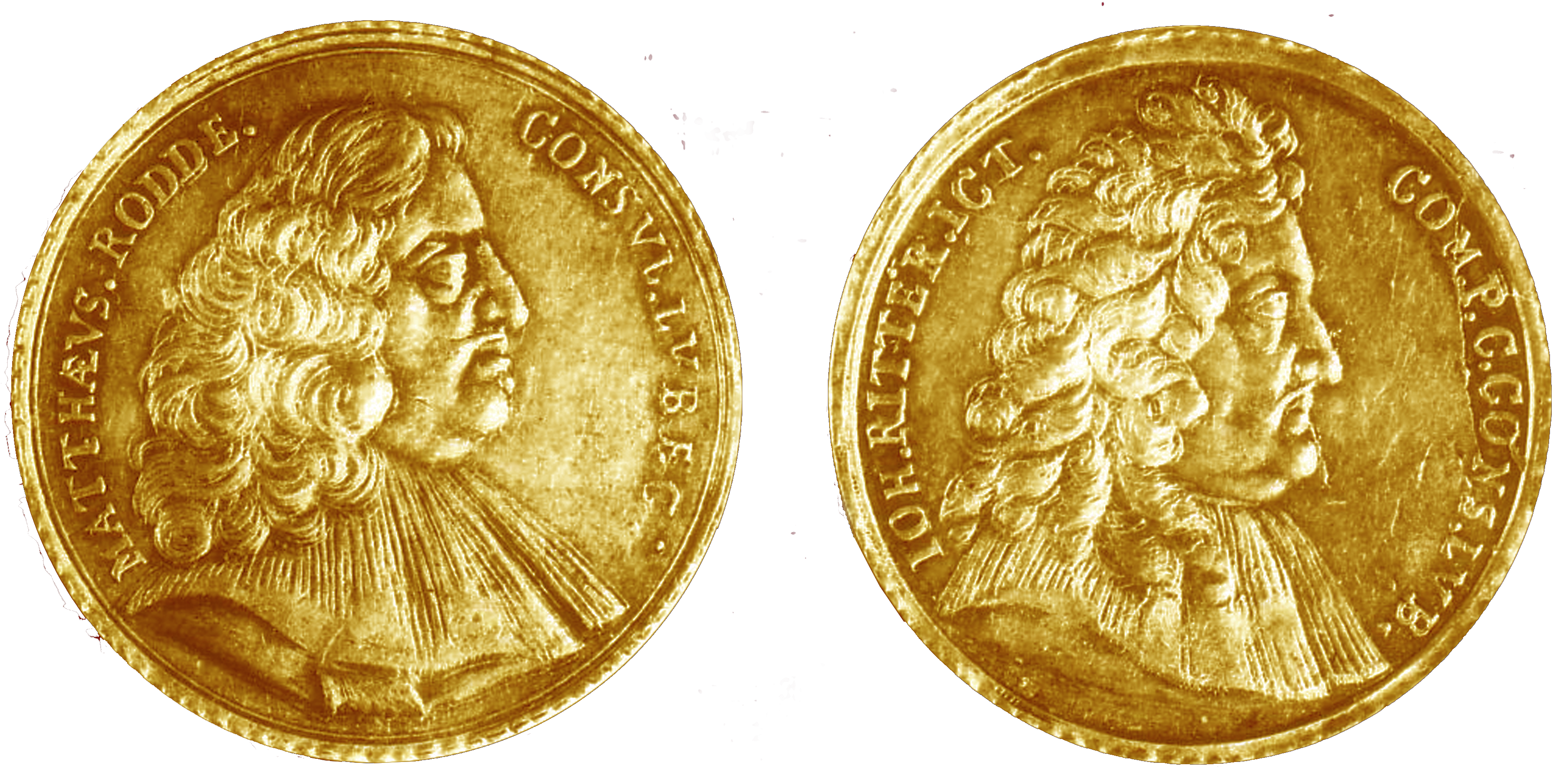
Pièce commémorative en or représentant le précédent Matthäus Rodde (à gauche) et Johannes Ritter (à droite), lequel la fit frapper en 1669 lorsqu'il fut élu maire de Lübeck, et en hommage à son ami.
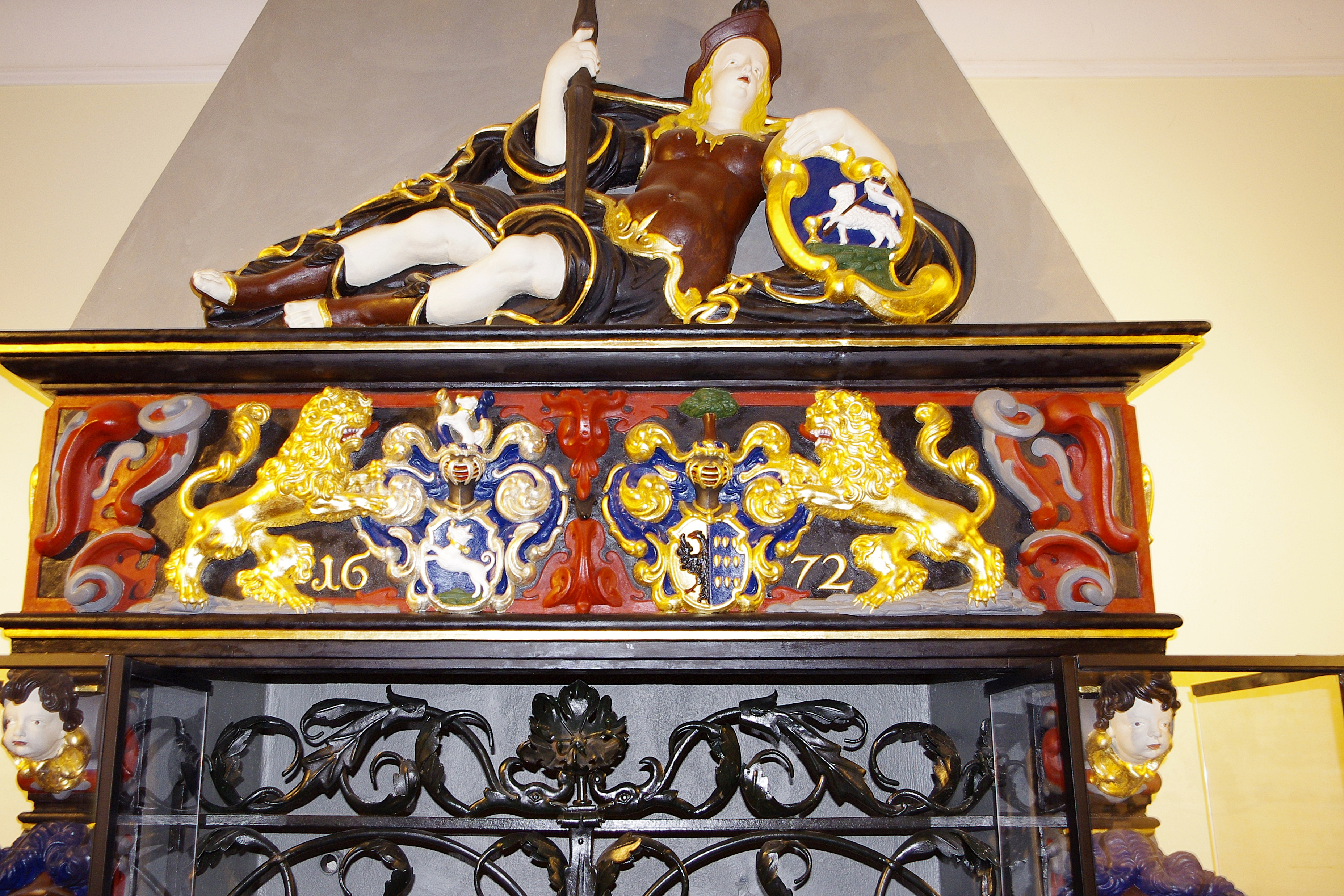
Manteau de cheminée de 1672 de l'Hospice du Saint-Esprit (Lübeck) décoré aux armes de Matthäus Rodde et de Johann Ritter (de).
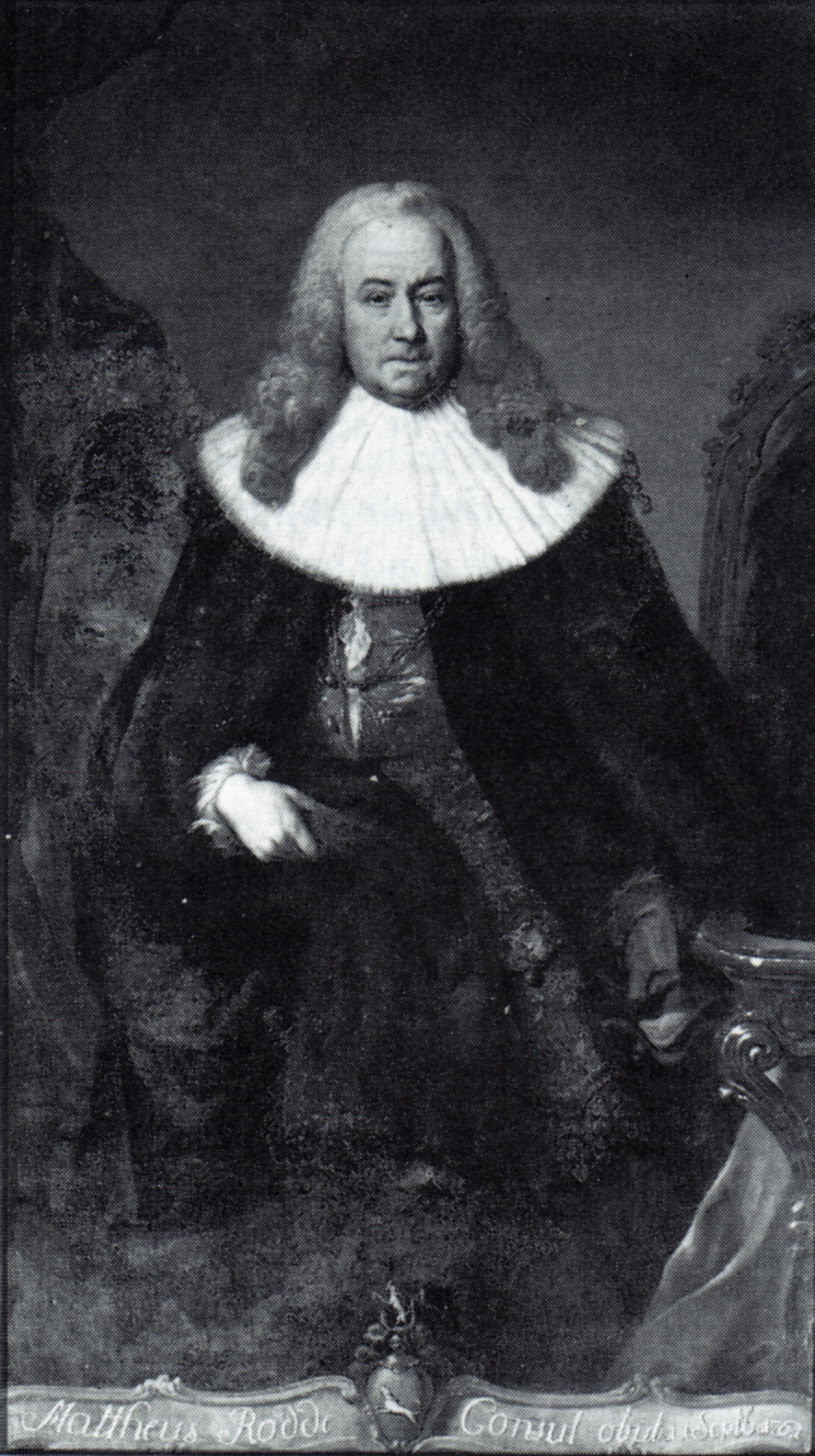
Portrait de Mattheus Rodde (1681–1761), maire Lübeck. Par Stefano Torelli, 1761.
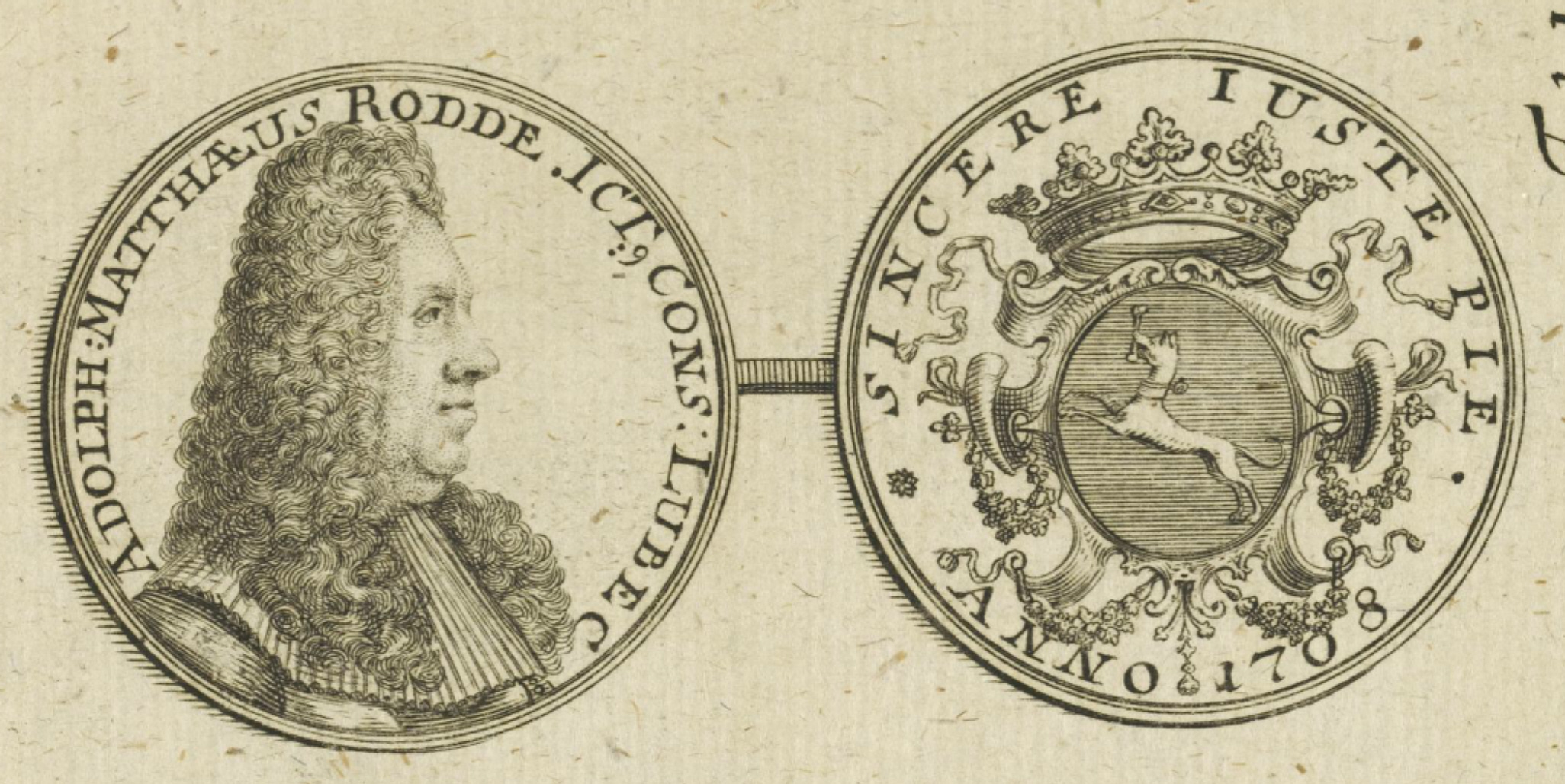
Portrait gravé (1707) de Adolf Mattheus Rodde (†1729), maire de Lübeck.
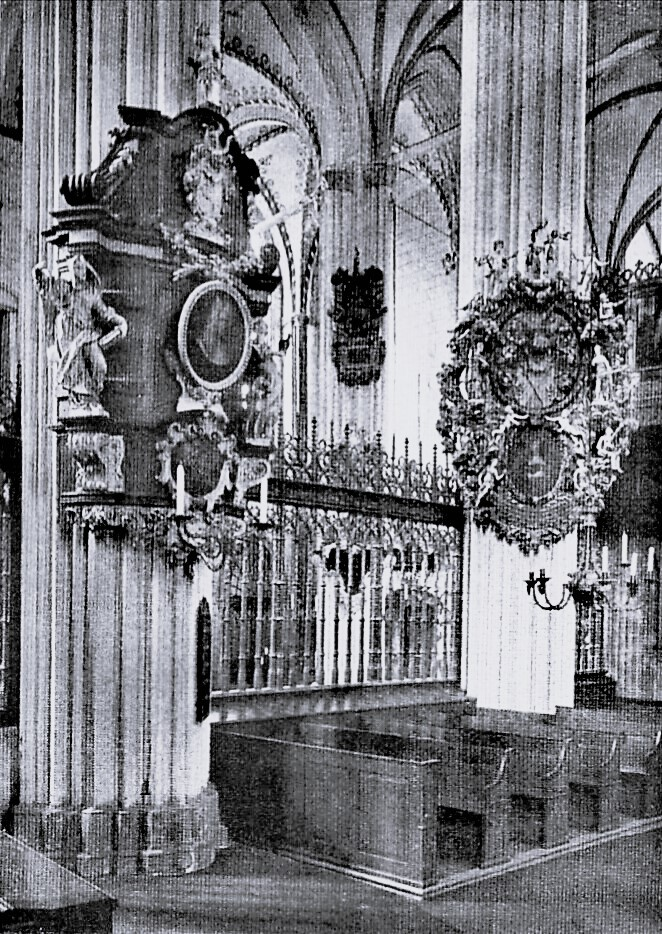
Épitaphe armorié du précédent, également détruit en 1942
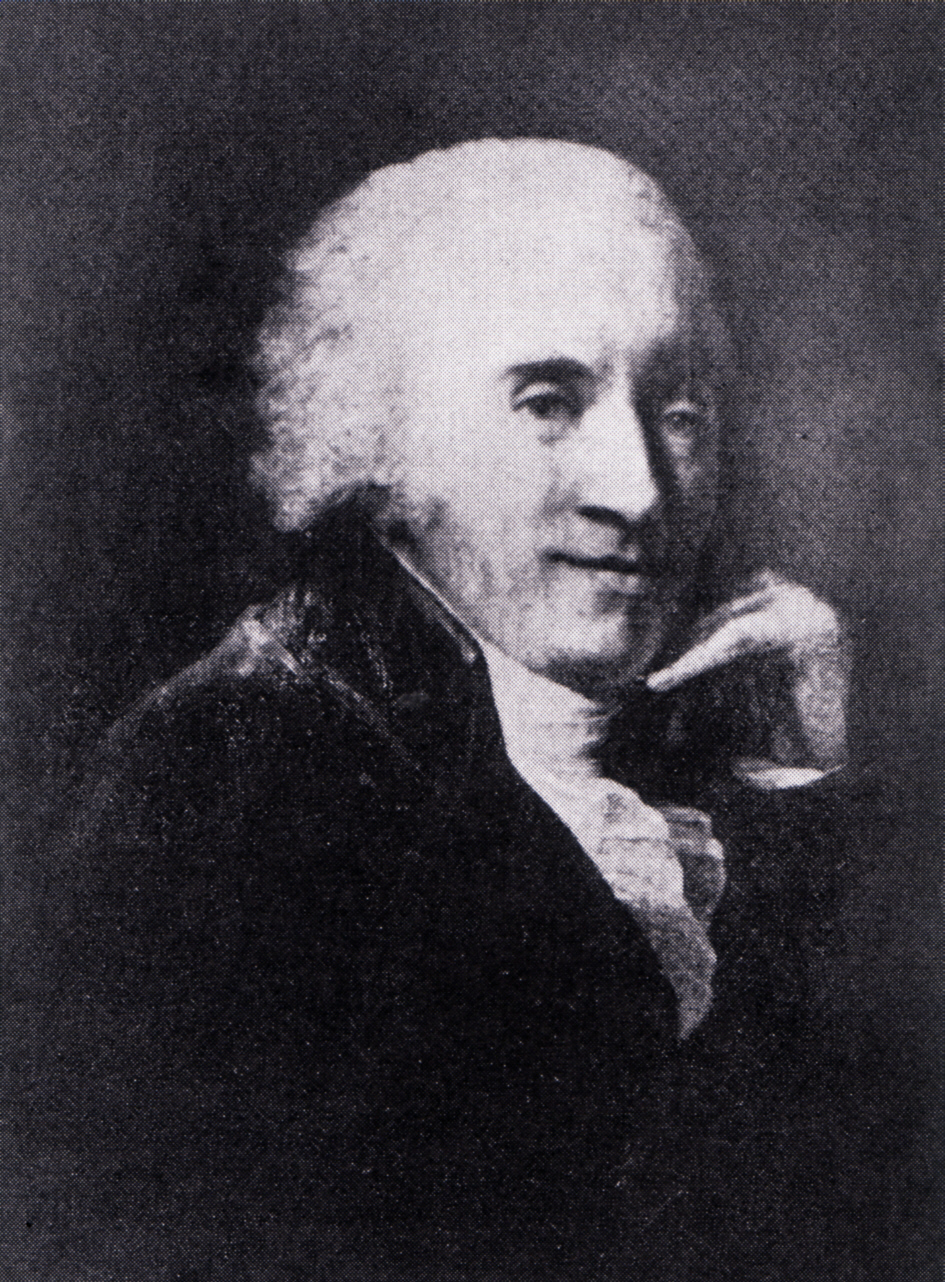
Portait de Mattheus (von) Rodde (1754-1825), maire de Lübeck.
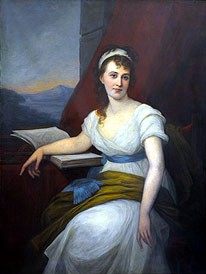
Portait de Dorothea von Rodde-Schlözer (1770–1825), philosophe.
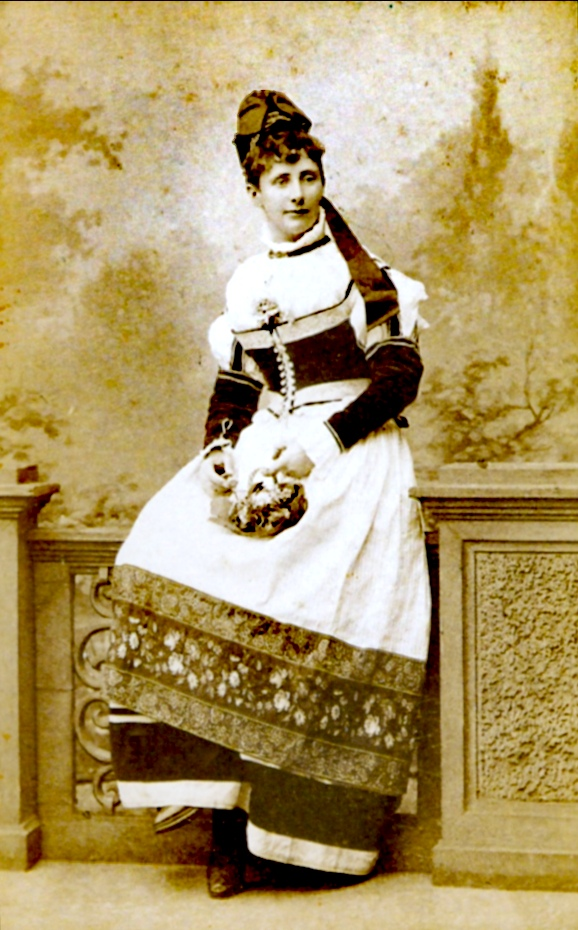
Olga Rodde (1846-1941)
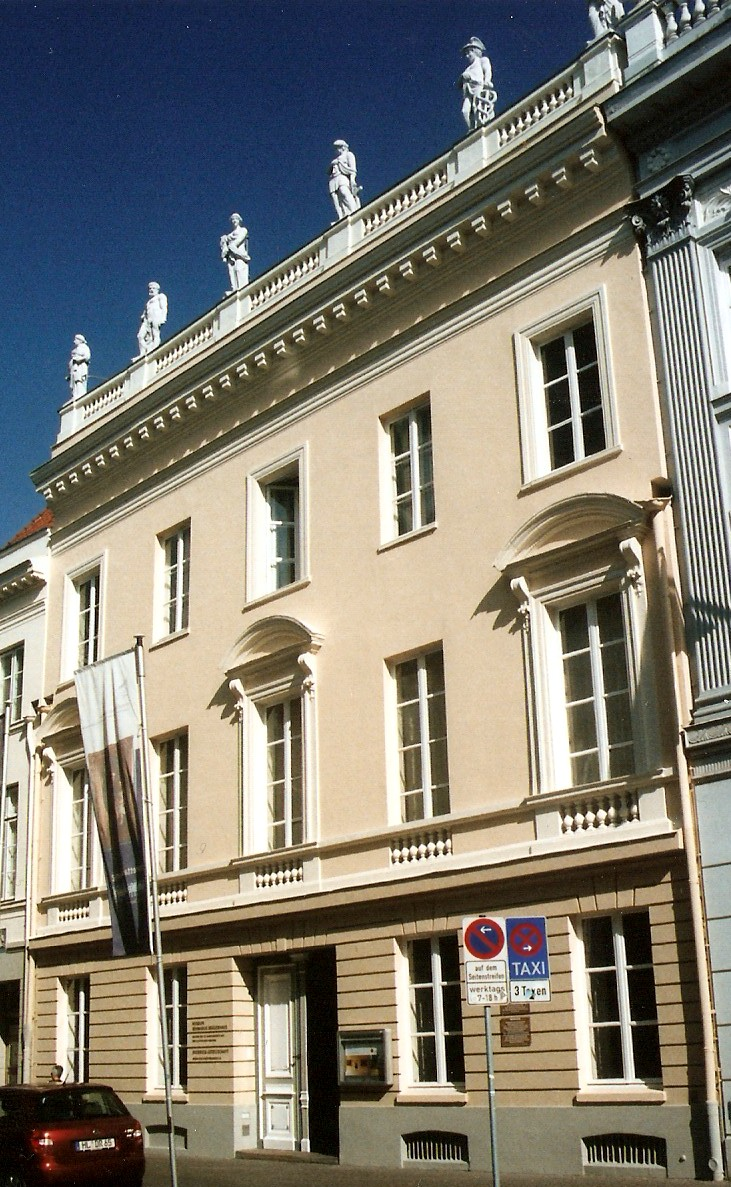
Le Behnhaus (Lübeck), ancienne possession de la famille Rodde.
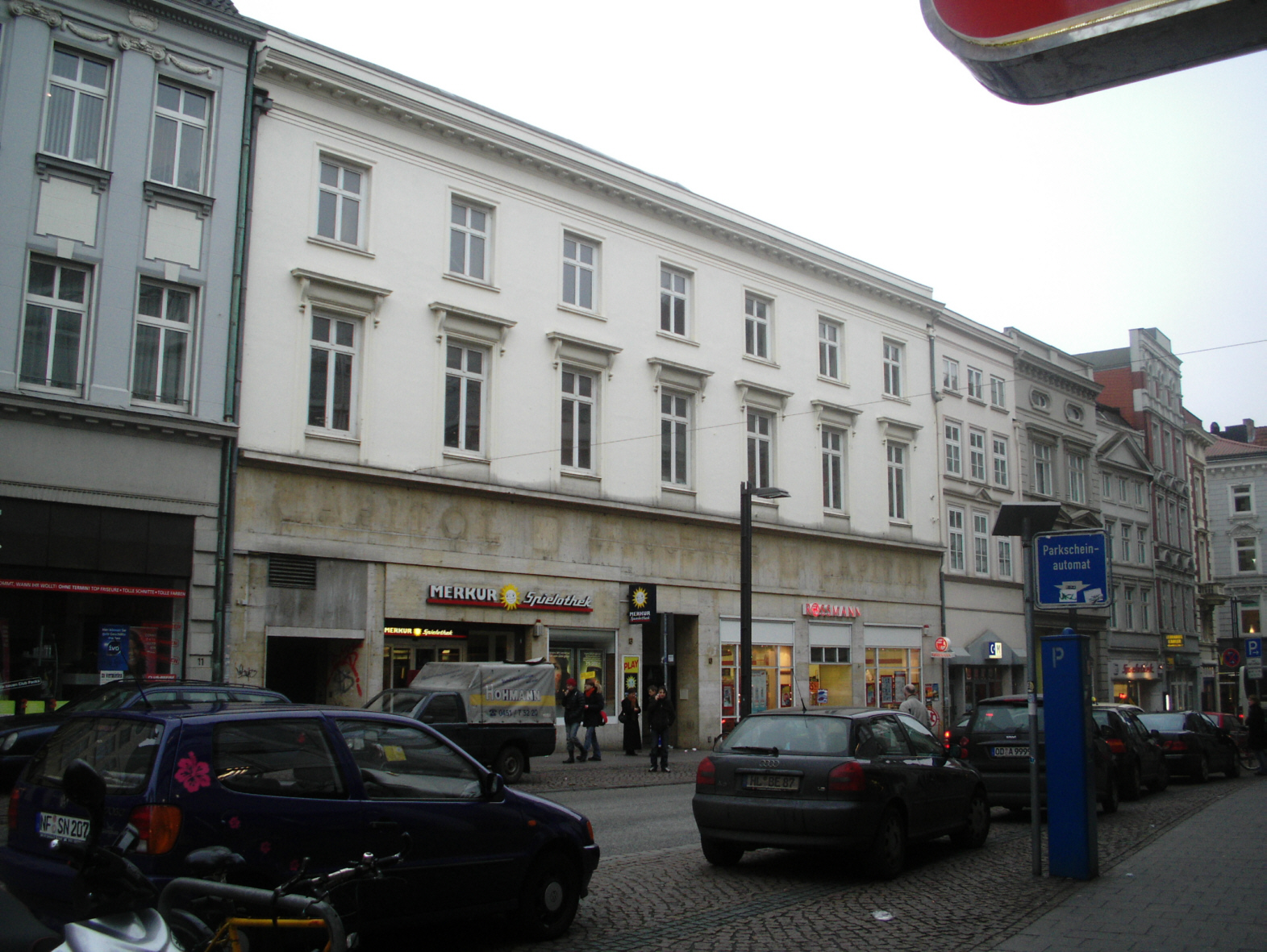
Ancien palais de Mathäus et Dorothea von Rodde (Lübeck).
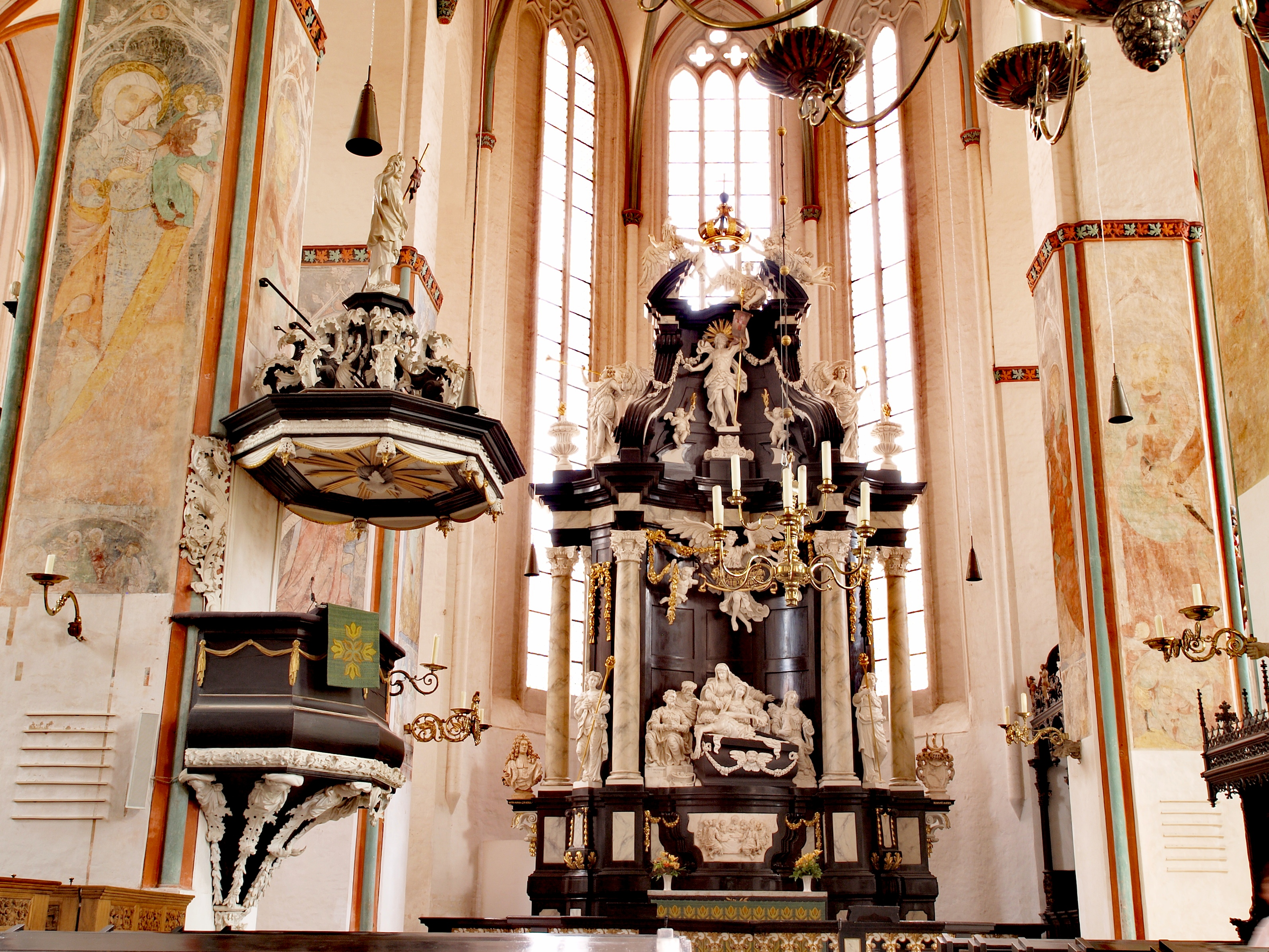
Chaire et maître-autel de l'église Saint-Jacques de Lübeck financés par la famille Rodde (d'où les armoiries sculptées), 1717
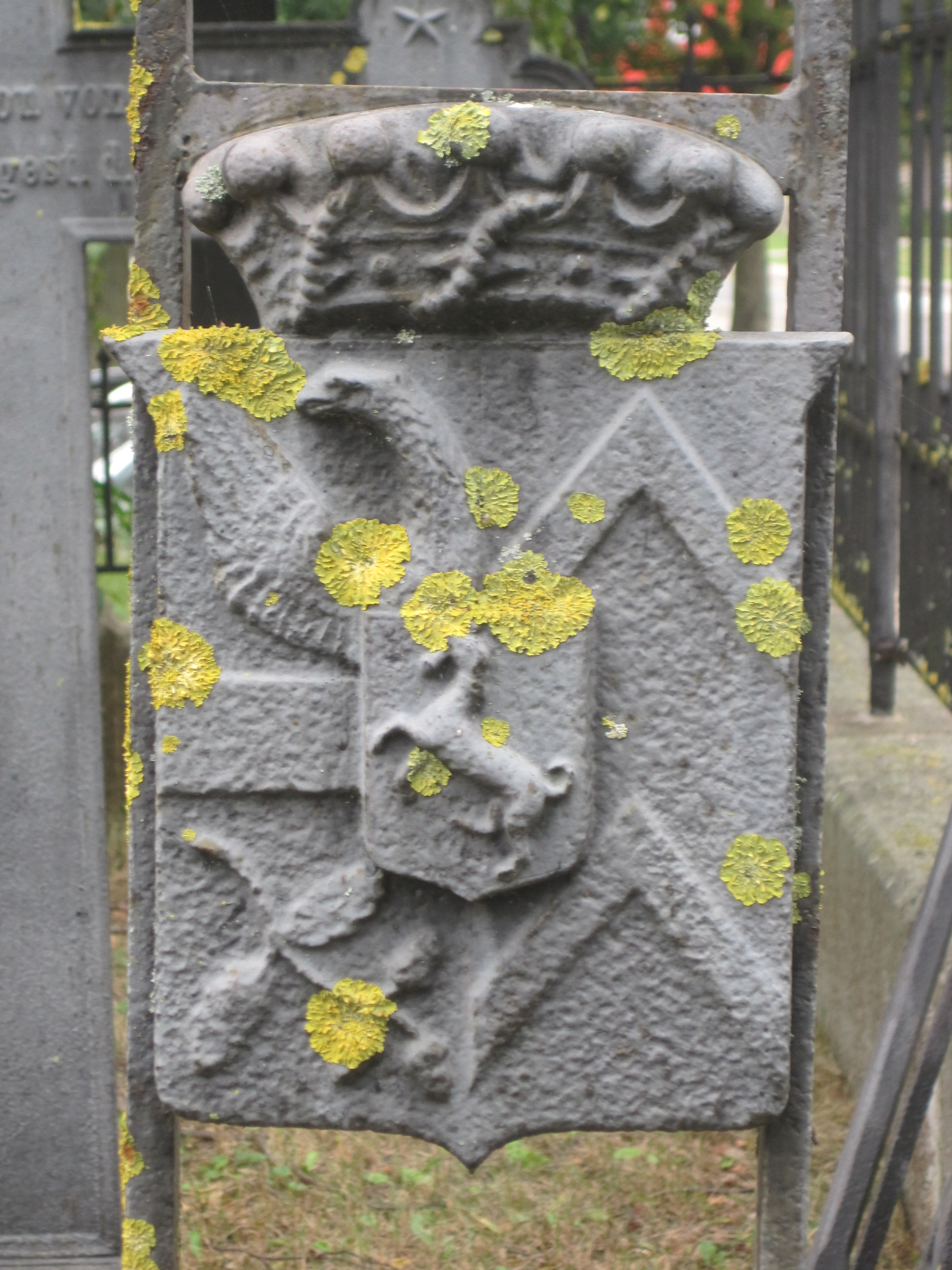
Blason des Freiherrs von Rodde.
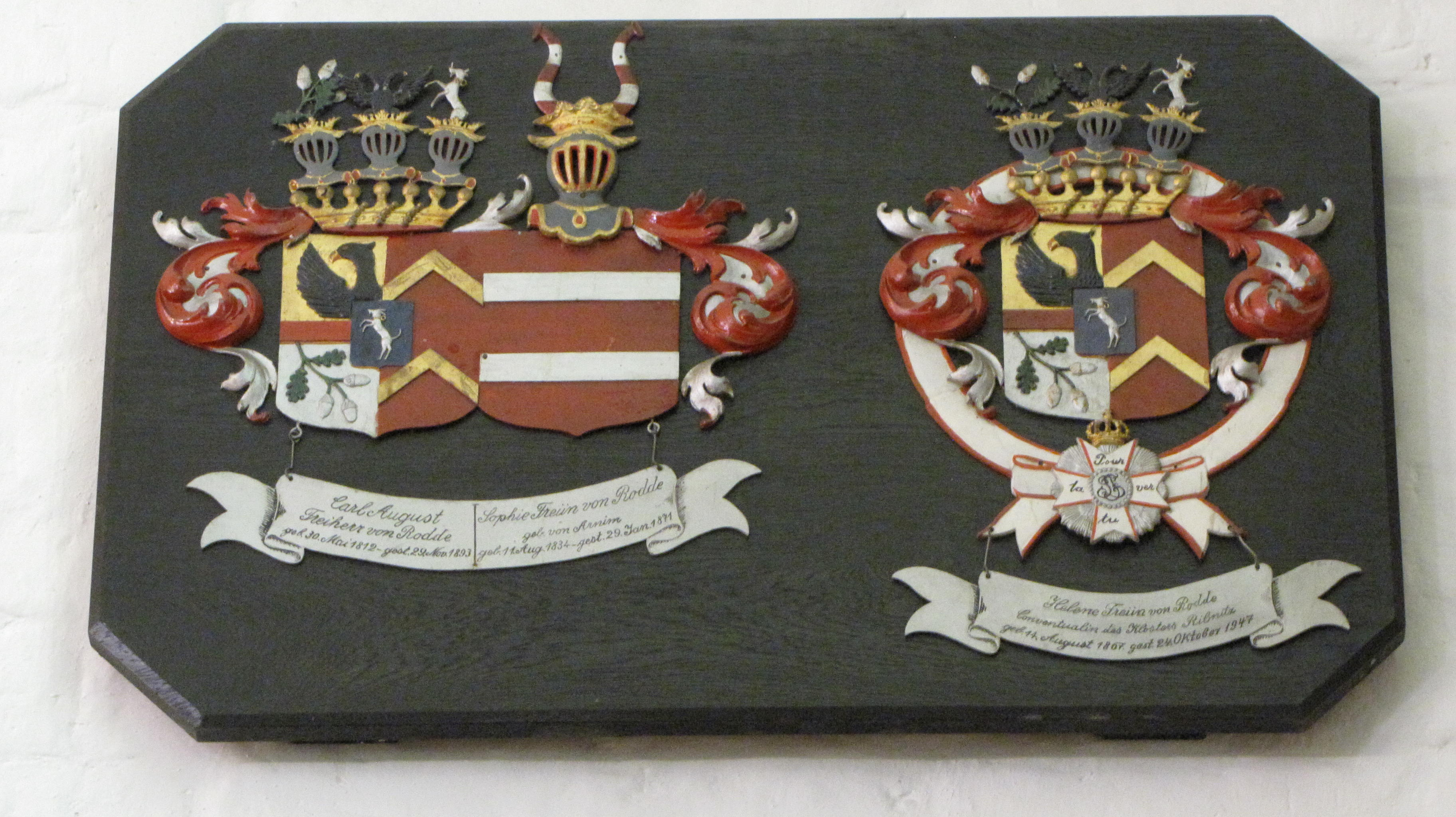
In Memoriam, Klosterkirche de Ribnitz